# Montalto (Rionero Sannitico)
Montalto is een plaats (frazione) in de Italiaanse gemeente Rionero Sannitico.